# Voices (田口淳之介の曲)
「Voices」（ボイシズ）は、田口淳之介が2019年11月7日に配信リリースした楽曲。

## 概要
音楽活動を休止していた田口淳之介が2019年11月4日に活動再開を発表し、その3日後に配信されたもの。田口の自社レーベル「Immortal-Records」から初の楽曲となる。楽曲について田口は「僕の新たな1歩を刻む楽曲が完成した。」とコメントしている。タイトルのVoicesには"心の奥に押し殺した自分自身を声と共に解き放て!"というメッセージが込められている。ミュージックビデオも制作され、配信と同時に同時公開された。

## 収録曲
| #         | タイトル   | 作詞        | 作曲              | 時間 |
| --------- | ---------- | ----------- | ----------------- | ---- |
| 1.        | 「Voices」 | Young Yazzy | Young Yazzy, S-NA | 3:37 |
| 合計時間: | 合計時間:  | 合計時間:   | 合計時間:         | 3:37 |